# Lista de emissoras de televisão do Amazonas
Esta é uma lista de emissoras de televisão do estado brasileiro do Amazonas. São 20 emissoras concessionadas pela ANATEL. Pela lei, uma Retransmissora de Televisão (RTV) dentro da Amazônia Legal pode gerar programação local e comercializar espaços comerciais. As emissoras podem ser classificadas pelo nome, canal analógico, canal digital, cidade de concessão, razão social, afiliação e prefixo.

## Canais abertos
| Nome                       | CA | CD      | Concessão   | Razão social                                            | Afiliação                                     | Prefixo |
| -------------------------- | -- | ------- | ----------- | ------------------------------------------------------- | --------------------------------------------- | ------- |
| Band Amazonas              | —  | 13 (22) | Manaus      | Rádio e Televisão Rio Negro Ltda.                       | Band                                          | ZYP 330 |
| Boas Novas Amazonas        | —  | 8 (30)  | Manaus      | Fundação Boas Novas                                     | Boas Novas .2 TV Onda Digital .3 TV Manaus    | ZYA 248 |
| Inova TV                   | —  | 18 (47) | Manaus      | Televisão A Crítica Limitada                            | RedeTV!                                       | RTV     |
| Local TV                   | —  | 50      | Manaus      | Rede Floresta Viva Comunicação Ltda.                    | TV Cultura                                    | ZYA 252 |
| Record Manaus              | —  | 15 (14) | Manaus      | Rádio e Televisão Record S.A.                           | Record                                        | RTV     |
| Rede Amazônica Coari       | 3  | 15      | Humaitá     | Rádio TV do Amazonas Ltda.                              | TV Globo                                      | RTV     |
| Rede Amazônica Humaitá     | 6  | 15      | Humaitá     | Rádio TV do Amazonas Ltda.                              | TV Globo                                      | RTV     |
| Rede Amazônica Itacoatiara | 11 | 16      | Itacoatiara | Rádio TV do Amazonas Ltda.                              | TV Globo                                      | RTV     |
| Rede Amazônica Manacapuru  | 12 | 16      | Manacapuru  | Rádio TV do Amazonas Ltda.                              | TV Globo                                      | RTV     |
| Rede Amazônica Manaus      | —  | 5 (15)  | Manaus      | Rádio TV do Amazonas Ltda.                              | TV Globo                                      | ZYA 247 |
| Rede Amazônica Parintins   | 7  | 15      | Parintins   | Rádio TV do Amazonas Ltda.                              | TV Globo                                      | RTV     |
| TV A Crítica               | —  | 4 (17)  | Manaus      | Televisão A Crítica Limitada                            | Independente                                  | ZYA 246 |
| TV A Crítica Parintins     | 12 | 25      | Parintins   | Televisão A Crítica Limitada                            | TV A Crítica                                  | RTV     |
| TV ALEAM                   | —  | 6 (33)  | Manaus      | Senado Federal                                          | .1 TV Senado .3 TV Câmara Manaus .4 TV Câmara | ZYP 281 |
| TV Alvorada                | 4  | 17      | Parintins   | Televisão Independente de São José do Rio Preto Ltda.   | TV Nazaré                                     | RTV     |
| TV Diário                  | —  | 27      | Manaus      | Fundação Nazaré de Comunicação                          | Record News                                   | RTV     |
| TV Encontro das Águas      | —  | 2 (32)  | Manaus      | FUNTEC - Fundação Televisão e Rádio Cultura do Amazonas | TV Brasil .2/.3/.4 Aula em Casa               | ZYA 245 |
| TV Norte Amazonas          | —  | 10 (34) | Manaus      | Sociedade de Televisão Manauara Ltda.                   | SBT                                           | ZYP 306 |
| TV Norte Parintins         | 22 | 10 (34) | Parintins   | Sociedade de Televisão Manauara Ltda.                   | SBT                                           | RTV     |
| TV Tiradentes              | —  | 20 (19) | Manaus      | Rede de Rádio e Televisão Tiradentes Ltda.              | .2/.3/.4 Aula em Casa                         | ZYA 253 |

### Extintos
| Nome                        | Canal | Cidade de concessão | Período de existência |
| --------------------------- | ----- | ------------------- | --------------------- |
| Rede Amazônica Tefé         | 6     | Tefé                | 1978–2021             |
| Rede Amazônica Tabatinga    | 4     | Tabatinga           | 1978–2021             |
| Rede Amazônica Boca do Acre | 5     | Boca do Acre        | 1978–2021             |
| Band Tefé                   | 4     | Tefé                | 1991–2010             |
| TV Amazônia                 | 20    | Manaus              | 1995–2011             |